# 米拉斯峽谷

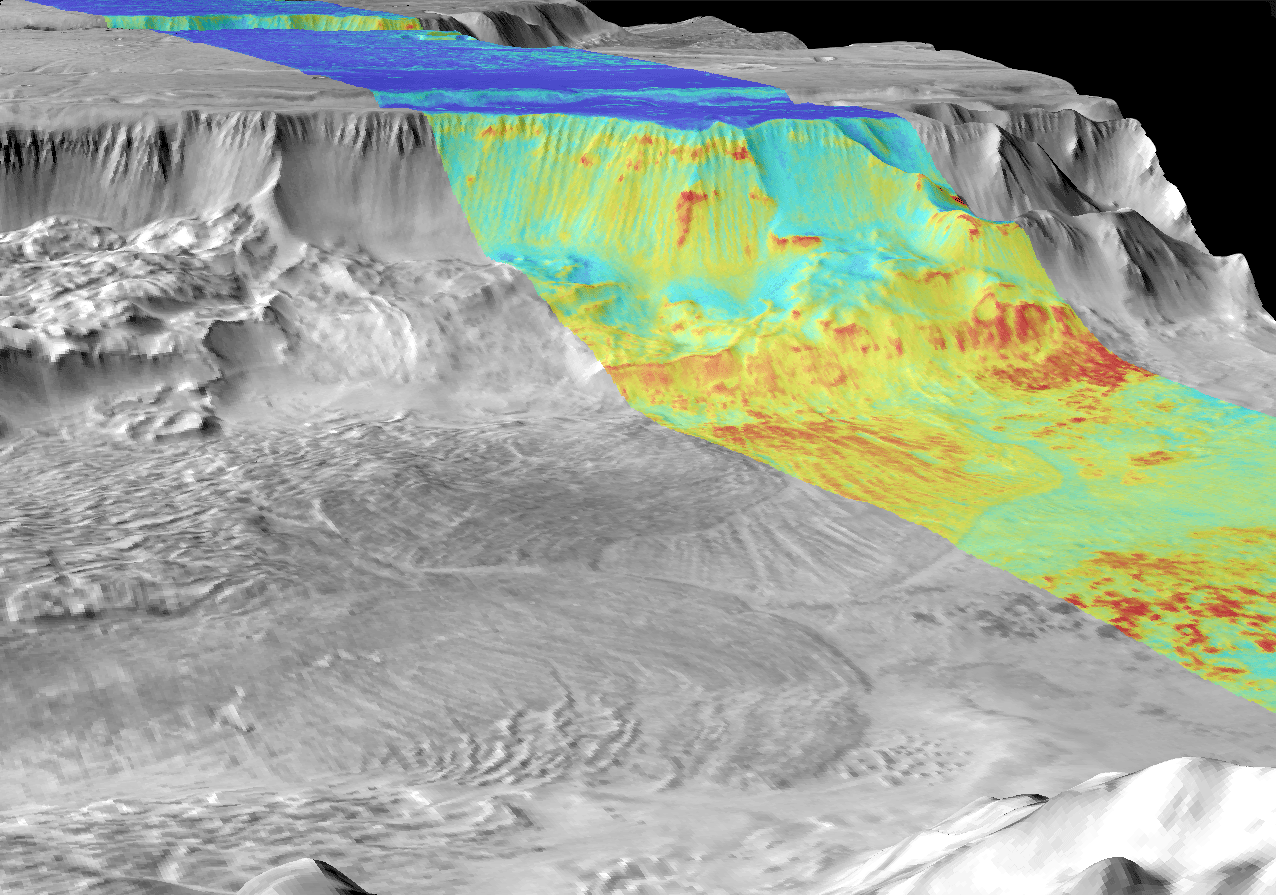
米拉斯峽谷的紅外線和白晝可見光合成影像，陰影區域（藍色）代表連續的山崩。

米拉斯峽谷（Melas Chasma）是一個火星上的峽谷，是水手號谷最寬的一部分。

## 地質狀況
米拉斯峽谷位於伊烏斯峽谷（Ius Chasma）東方，中心座標9.8°S, 283.6°E，長度547公里。米拉斯峽谷切穿了許多被認為是來自古老湖泊造成了向峽谷西方逕流形成的沉積岩層。其它的理論包含風積與火山灰。火星偵察軌道器在當地發現水合硫酸鹽則支持當地曾有大量流水的假說。同時也發現了硫酸鹽和氧化鐵。
米拉斯峽谷的底部有70%是較年輕且大量的被認為是火山灰或來自風蝕地形的風積物沉積。該峽谷底部也包含來自兩側峭壁的大顆粒物質。在米拉斯峽谷邊緣周圍也有大量的崩積層。這裡的高程比周圍地形低11公里，是水手號谷最深的部分。從米拉斯峽谷到水手號谷出口是向上0.03°的上坡，這代表如果將米拉斯峽谷以流體填滿，在水流往北方大平原之前將會先形成一個深一公里的峽谷。
米拉斯峽谷的深度代表這可能是未來載人火星任務的最佳基地，因為這裡的氣壓可能是火星上最高。而且火星赤道的太陽輻射能和水的來源更是該區域的優點。

## 圖集

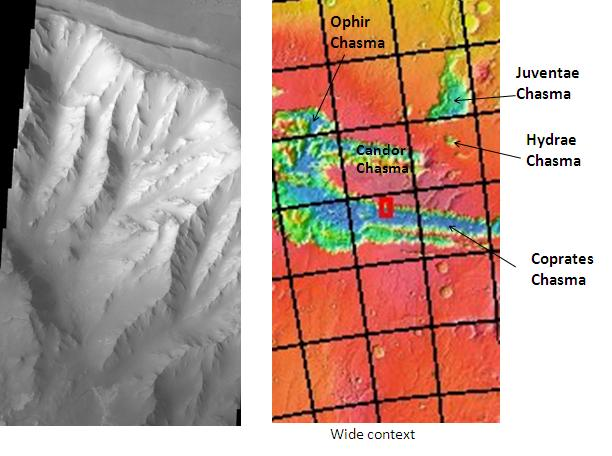
2001火星奧德賽號的THEMIS拍攝的米拉斯峽谷峭壁。點選看大圖可得知米拉斯峽谷和其他地形的關聯。
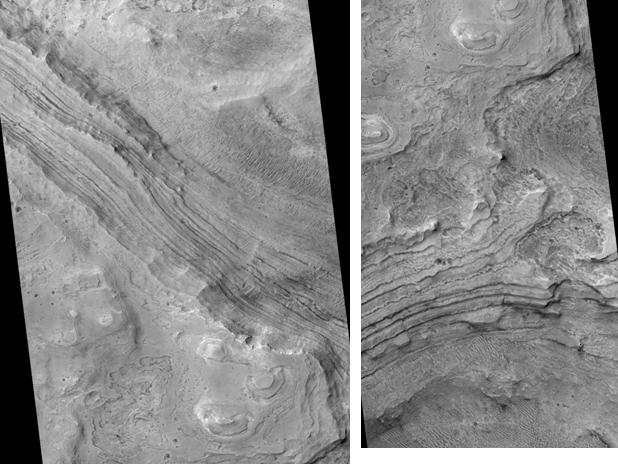
由火星偵察軌道器的HiRISE從兩個方向看米拉斯峽谷的沉積岩地層。左圖的位置是右圖的北方，兩圖的比例不同。點選看大圖可見地層細節。
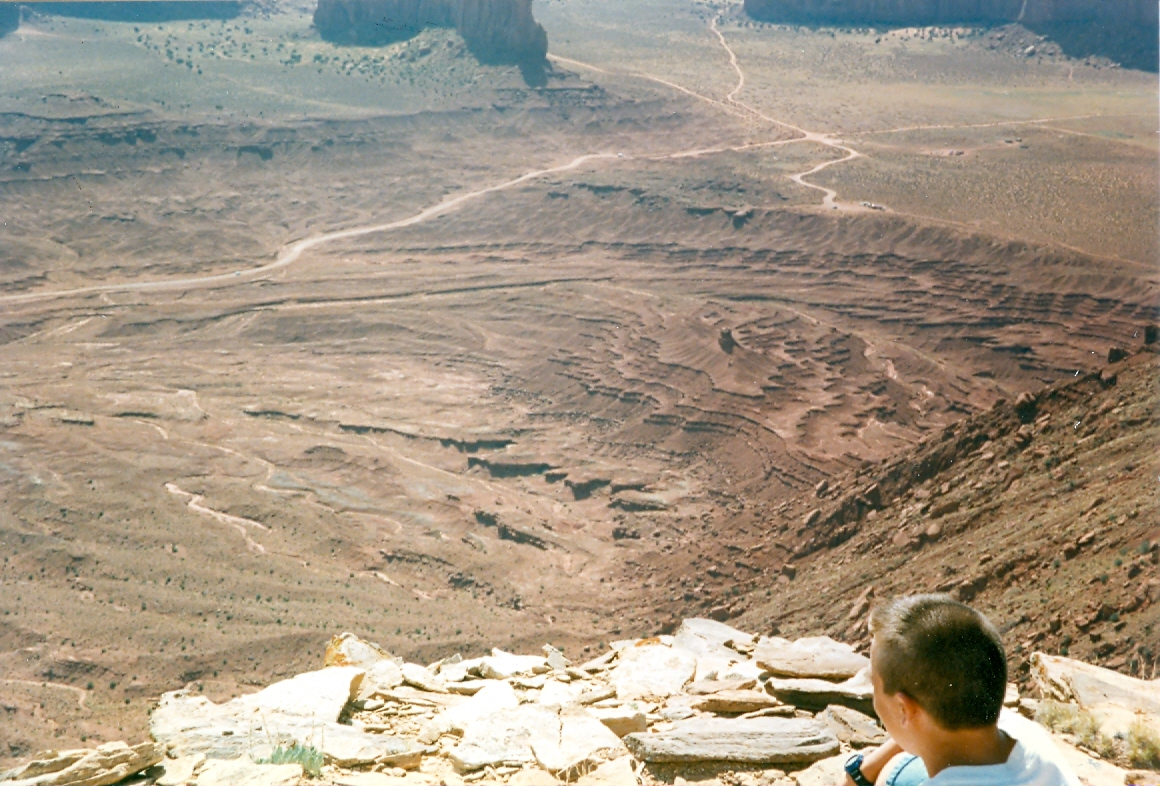
地球上紀念碑谷的地層。這些地層至少有一部分被認為是水流沉積物形成的。因為火星上有類似地形，所以認為火星上類似地層也是由水流沉積物形成。

## 外部連結
- Metz, Joannah M.; John P. Grotzinger, David Mohrig, Ralph Milliken, Bradford Prather, Carlos Pirmez, Alfred S. McEwen, and Catherine M. Weitz.  (PDF). Journal of Geophysical Research. 2009, 114 (E10002). doi:10.1029/2009JE003365. （原始内容 (PDF)存档于2013-12-14）.